# Петров, Павел Павлович (гребец)
Па́вел Па́влович Петро́в (20 марта 1987, Ленинабад) — российский гребец-каноист, выступает за сборную России с 2005 года. Трёхкратный чемпион мира, двукратный чемпион Европы, двукратный бронзовый призёр чемпионата мира, многократный победитель национальных и молодёжных регат. На соревнованиях представляет Краснодарский край, заслуженный мастер спорта России.

## Биография
Павел Петров родился 20 марта 1987 года в городе Ленинабаде, Таджикская ССР, однако впоследствии переехал в станицу Брюховецкую Краснодарского края. Активно заниматься греблей начал в возрасте девяти лет, тренировался в краснодарском центре спортивной подготовки под руководством собственного отца П. А. Петрова. Начиная с 2005 года стал попадать в состав российской национальной сборной, был призёром юниорских и молодёжных чемпионатов Европы, в 2006 году впервые попал в число призёров на одном из этапов взрослого Кубка мира.
На международной арене Петров впервые заявил о себе в сезоне 2010 года, когда благодаря череде удачных выступлений удостоился права защищать честь страны на взрослом чемпионате Европы в испанской Трасоне. С четырёхместным экипажем, куда также вошли гребцы Александр Костоглод, Максим Опалев и Кирилл Шамшурин, завоевал золотую медаль в гонке на 1000 метров. Также в этом сезоне побывал на чемпионате мира в польской Познани, в паре с Александром Костоглодом выиграл бронзовую медаль полукилометровой дисциплины, пропустив вперёд лишь сборные Азербайджана и Румынии.
Будучи студентом, в 2013 году Петров принял участие в летней Универсиаде в Казани, где в четвёрках выиграл сразу две медали, золотую на пятистах метрах и серебряную на тысяче. На чемпионате Европы 2014 года в немецком Бранденбурге взял бронзу в непривычной для себя дисциплине C-1 5000 м, при этом его опередили немец Себастьян Брендель и украинец Эдуард Шеметило. Неоднократный чемпион России, обладатель Кубка России.
За выдающиеся спортивные достижения удостоен почётного звания «Мастер спорта России международного класса». Имеет высшее образование, окончил Башкирский институт физической культуры.